# Bostadsutskottet
Bostadsutskottet (BoU) var fram till 2006 ett utskott i Sveriges riksdag. Utskottet beredde bland annat frågor om bostäder och om tomträtt, vattenrätt, planläggning av bebyggelse, fysisk planering, fastighetsbildning och lantmäteri samt ärenden om rikets administrativa indelning och sådana kommunfrågor som inte tillhör något annat utskotts beredningsområde.
1 oktober 2006 slogs utskottet samman med lagutskottet, och bildade civilutskottet. Den sista ordföranden i utskottet var Ragnwi Marcelind (kd), 2006.
Utskottet hette Civilutskottet från 1970 till halvårsskiftet 1983, men bytte namn till Bostadsutskottet för att undvika förväxling med Civildepartementet som 1 januari 1983 bytt namn från Kommundepartementet. Samtidigt förändrades utskottets beredningsområden genom att ärenden om konsumentskydd flyttades till Lagutskottet, ärenden om arbetstid och semesterlagstiftning till Arbetsmarknadsutskottet samt invandrarfrågor överfördes till Socialförsäkringsutskottets bord.

## Lista över utskottets ordförande
- Erik Grebäck (c) 1971–1973
- Kjell A. Mattsson (c) 1976–1987
- Agne Hansson (c) 1987–1994
- Knut Billing (m) 1994–2002
- Göran Hägglund (kd) 2002–2004
- Ragnwi Marcelind (kd) 2004–2006